# 森特羅波利斯鎮區 (堪薩斯州富蘭克林縣)
森特羅波利斯鎮區（英語：Centropolis Township）為位在美國堪薩斯州富蘭克林縣的鎮區。2010年美国人口普查中該鎮區人口有1,011人。

## 地理
森特羅波利斯鎮區涵蓋面積105.72平方（40.82平方英里），境內無城鎮及非建制地區。根據美國地質調查局的資料，此鎮區擁有2座墓園：考布墓園（Kaub Cemetery）以及普萊森特希爾墓園（Pleasant Hill Cemetery）。
該鎮區有科爾溪（Cole Creek）、明尼奧拉溪（Minneola Creek）以及西福克八英里溪（West Fork Eightmile Creek）等溪流通過。

## 外部連結
- USGS Geographic Names Information System (GNIS) （页面存档备份，存于）
- US-Counties.com
- City-Data.com （页面存档备份，存于）